# Pimpinella bisecta
Pimpinella bisecta är en flockblommig växtart som beskrevs av John Gilbert Baker. Pimpinella bisecta ingår i släktet bockrötter, och familjen flockblommiga växter. Inga underarter finns listade i Catalogue of Life.